# هوندا سي بي 1000
وندا سي بي 1000(بالإنجليزية: Honda CB1000)‏ هي دراجة نارية من تصنيع هوندا.